# 庵功雄
庵 功雄（いおり いさお、1967年〈昭和42年〉 - ）は、日本の言語学者・日本語学者。学位は、博士（文学）（大阪大学・1997年）（学位論文「日本語のテキストの結束性の研究 -指示表現と名詞の機能を中心に」）。一橋大学国際教育センター・言語社会研究科教授。研究分野は、文法論・談話など。新村出研究奨励賞、林大記念論文賞、日本語教育奨励賞受賞。2023年、文化庁長官表彰。

## 経歴
大阪府枚方市出身。日本放送協会学園高等学校（現在のNHK学園高等学校）を経て、1991年大阪大学文学部日本語学科を卒業した。1996年に同大学院文学研究科現代日本語学講座博士後期課程単位取得退学した。大阪大学文学部助手、1997年「日本語のテキストの結束性の研究 -指示表現と名詞の機能を中心に」で大阪大学より博士（文学）の学位を取得した。
1997年、一橋大学留学生センター（現在の国際教育センター）専任講師に就任した。1999年、新村出記念財団第16回新村出研究奨励賞を受賞した。2001年に助教授、2007年准教授に就任した。2010年、日本語教育学会第5回林大記念論文賞を受賞した。2012年、北京外国語大学北京日本学研究中心教授に就任し、同年日本語教育学会第10回日本語教育奨励賞を受賞した。2013年、一橋大学国際教育センター教授に就任した。

## 著書

### 単著
- 『新しい日本語学入門 ことばのしくみを考える』スリーエーネットワーク、2001年2月。ISBN 9784883191789。
  - 『新しい日本語学入門 ことばのしくみを考える』（第2版）スリーエーネットワーク、2012年4月。ISBN 9784883195893。
- 『『象は鼻が長い』入門 日本語学の父三上章』くろしお出版、2003年4月。ISBN 9784874242780。
- 『日本語におけるテキストの結束性の研究』くろしお出版〈Frontier series 日本語研究叢書 21〉、2007年10月。ISBN 9784874243992。
- 『日本語教育・日本語学の「次の一手」』くろしお出版、2013年10月。ISBN 9784874246078。
- 『留学生と中学生・高校生のための日本史入門 信長から安保法制まで』晃洋書房、2016年3月。ISBN 9784771027190。
- 『やさしい日本語 多文化共生社会へ』岩波書店〈岩波新書〉、2016年8月。ISBN 9784004316176。
- 『一歩進んだ日本語文法の教え方』 1巻、くろしお出版、2017年6月。ISBN 9784874247365。
- 『一歩進んだ日本語文法の教え方』 2巻、くろしお出版、2018年12月。ISBN 9784874247846。
- 『日本語指示表現の文脈指示用法の研究』ひつじ書房〈ひつじ研究叢書 言語編第157巻〉、2019年2月。ISBN 9784894769571。
- 『留学生のための近代文語文入門 ―現代の日本と日本語を知るために―』スリーエーネットワーク、2021年12月。ISBN 9784883198979。

### 編集
- 『日本語のテンス・アスペクト研究を問い直す』 1巻、ひつじ書房、2019年10月。ISBN 9784894767812。
- 『日本語のテンス・アスペクト研究を問い直す』 2巻、ひつじ書房、2021年3月。ISBN 9784894767829。

### 編著
- 志賀玲子、志村ゆかり、宮部真由美、岡典栄『「やさしい日本語」表現事典』丸善出版、2020年7月。ISBN 9784621305126。

### 共著
- 庵功雄、高梨信乃、中西久実子、山田敏弘『初級を教える人のための日本語文法ハンドブック』松岡弘監修、スリーエーネットワーク、2000年5月。ISBN 9784883191550。
- 庵功雄、高梨信乃、中西久実子、山田敏弘『中上級を教える人のための日本語文法ハンドブック』白川博之監修、スリエーネットワーク、2001年10月。ISBN 9784883192014。
- 庵功雄、清水佳子『時間を表す表現 テンス・アスペクト』スリーエーネットワーク〈日本語文法演習 上級〉、2003年2月。ISBN 9784883192427。
- 庵功雄、日高水穂、前田直子、山田敏弘、大和シゲミ『やさしい日本語のしくみ』くろしお出版、2003年10月。ISBN 9784874242841。
- 中西久実子、庵功雄『助詞 「は」と「が」、複合格助詞、とりたて助詞など』スリーエーネットワーク〈日本語文法演習 上級〉、2010年7月。ISBN 9784883195404。
- 澁川晶、高橋紗弥子、庵功雄 著、一橋大学国際教育センター 編『留学生のためのジャーナリズムの日本語 新聞・雑誌で学ぶ重要語彙と表現 上級』スリーエーネットワーク〈日本語文法演習 上級〉、2015年5月。ISBN 9784883197156。
  - 庵功雄、日高水穂、前田直子、山田敏弘、大和シゲミ『やさしい日本語のしくみ』（改訂版）くろしお出版、2020年4月。ISBN 9784874248300。
- 有田佳代子、庵功雄、寺沢拓敬『日本語教育はどこへ向かうのか 移民時代の政策を動かすために』牲川波都季編著、くろしお出版、2019年6月。ISBN 9784874248058。

### 共編
- 森篤嗣・庵功雄 編『日本語教育文法のための多様なアプローチ』ひつじ書房、2011年10月。ISBN 9784894765696。
- 庵功雄・イ・ヨンスク・森篤嗣 編『「やさしい日本語」は何を目指すか 多文化共生社会を実現するために』ココ出版、2013年10月。ISBN 9784904595381。
- 阿部二郎・庵功雄・佐藤琢三 編『文法・談話研究と日本語教育の接点』くろしお出版、2015年4月。ISBN 9784874246535。
- 庵功雄・山内博之 編『データに基づく文法シラバス』くろしお出版〈現場に役立つ日本語教育研究 1〉、2015年6月。ISBN 9784874246634。
- 庵功雄・佐藤琢三・中俣尚己 編『日本語文法研究のフロンティア』くろしお出版、2016年5月。ISBN 9784874247006。
- 庵功雄・杉村泰・建石始・中俣尚己・劉志偉 編『中国語話者のための日本語教育文法を求めて』日中言語文化出版社、2017年11月。ISBN 9784905013921。
- 庵功雄・石黒圭・丸山岳彦 編『時間の流れと文章の組み立て 林言語学の再解釈』ひつじ書房、2017年12月。ISBN 9784894768734。

### 共編著
- 庵功雄、岩田一成、佐藤琢三、栁田直美『〈やさしい日本語〉と多文化共生』ココ出版〈学習院女子大学グローバルスタディーズ 5〉、2019年4月。ISBN 9784866760124。

### 監修
- 『にほんごこれだけ！』 1巻、ココ出版、2010年5月。ISBN 9784904595060。
- 『にほんごこれだけ！』 2巻、ココ出版、2011年10月。ISBN 9784904595145。
- 『中学生のにほんご 外国につながりのある生徒のための日本語』 Step1 学校生活編、スリーエーネットワーク、2019年5月。ISBN 9784883197903。
- 『中学生のにほんご 外国につながりのある生徒のための日本語』 Step2 社会生活編、スリーエーネットワーク、2019年11月。ISBN 9784883197996。
- 『にほんごこれだけ！の「これだけ」ヒント集＋単語リスト［10言語翻訳付］』ココ出版、2022年7月。ISBN 9784866760582。

## エピソード
- 趣味は将棋であり、体調を崩した30代後半を経て、「大局観で生きる」ことに目覚めたという[3]。